# Charles Fleury
Pour les articles homonymes, voir Charles Fleury (homonymie) et Fleury.
Charles Fleury est un homme politique français né le 19 février 1819 à Saint-Léger-sur-Sarthe (Orne) et mort le 13 janvier 1885 à Auguaise (Orne).

## Biographie
Notaire, conseiller général, il est député de l'Orne de 1881 à 1885, siégeant au centre-gauche. Il est le père de Paul Fleury, sénateur de l'Orne, le grand-père de Marcel Fleury, député de l'Orne.
Auteur de Ch. Fleury, La République juive, ses trahisons, ses gaspillages, ses crimes, Paris, 1910, Imprimerie Édition et publicité Belleville. 

## Sources
- « Charles Fleury », dans le Dictionnaire des parlementaires français (1889-1940), sous la direction de Jean Jolly, PUF, 1960 [détail de l’édition]
- « Charles Fleury », dans Adolphe Robert et Gaston Cougny, Dictionnaire des parlementaires français, Edgar Bourloton, 1889-1891 [détail de l’édition]